# 러브 라이브! 슈퍼스타!!
《러브 라이브! 슈퍼스타!!(일본어: ラブライブ! スーパースター!!)》는 일본의 아이돌 프로젝트인 러브 라이브!의 네번째 프로젝트이다. 2021년에는 애니메이션이 제작되어 방영되었다.

## 등장인물
- 시부야 카논

성우: 다테 사유리
이미지 컬러:      마리골드
- 탕 쿠쿠

성우: Liyuu
이미지 컬러:      파스텔 블루
- 아라시 치사토

성우: 미사키 나코
이미지 컬러:      피치 핑크
- 헤안나 스미레

성우: 페이튼 나오미
이미지 컬러:      멜론 그린
- 하즈키 렌

성우: 아오야마 나기사
이미지 컬러:      사파이어 블루
- 사쿠라코지 키나코

성우: 스즈하라 노조미
이미지 컬러:      메이즈 옐로우
- 요네메 메이

성우: 야부시마 아카네
이미지 컬러:      루즈
- 와카나 시키

성우: 오오쿠마 와카나
이미지 컬러:      아이스 그린 화이트
- 오니츠카 나츠미

성우: 에모리 아야
이미지 컬러:      오니넛 핑크
- 빈 마르가레테

성우: 유이나
이미지 컬러:      엘레강트 퍼플
- 오니츠카 토마리

성우: 사카쿠라 사쿠라
이미지 컬러:      스모키 블루